# Karl Heinrich Brunner
Karl Heinrich Brunner-Lehenstein (* 31. Oktober 1887 in Perchtoldsdorf, Niederösterreich; † 15. Juni 1960 in Wien) war ein österreichischer Architekt und Stadtplaner.

## Leben
Der Sohn eines Ulanenrittmeisters und der Tochter eines ungarischen Reichstagsabgeordneten (Ilona von Kapistöry) besuchte die Realschule im 3. Wiener Gemeindebezirk und die Technische Hochschule Wien. 1910 bis 1919 war er als Assistent von Professor Karl Mayreder an dieser Institution (heute Technische Universität Wien) tätig. Mit seiner Schwester Maria Vera Brunner gründete er eine Werkstätte und beteiligte sich mit einer gemeinsam geschaffenen Siedlung mit zerlegbaren Häusern und Figuren an der Kunstschau 1908. 1918 schloss Brunner sein Studium mit dem Doktorat ab – daneben war er 1914 bis 1918 als Oberleutnant (Ingenieuroffizier) im Kriegsdienst bei den Luftfahrttruppen eingesetzt. Brunner betrieb auch nationalökonomische Studien. 1924 habilitierte er sich an der TH Wien, 1926 gründete er die Zeitschrift „Die Baupolitik“. Ab 1929 war er in Südamerika (Chile und Kolumbien) stadtplanerisch tätig, kehrte aber zwischendurch immer wieder nach Österreich zurück. Ab 1931 war er Honorarprofessor an der Päpstlichen Katholischen Universität von Chile, 1932 wurde er a.o. Professor in Wien. Einem 1937 erfolgten Ruf nach Wien als Professor an der Akademie der bildenden Künste als Nachfolger von Peter Behrens konnte Brunner 1938 nach dem Anschluss aus politischen Gründen nicht folgen. Brunner blieb als Professor in Bogotá. 1948 wurde er zum Leiter der Wiener Stadtplanung berufen. Am 28. November 1957 erhielt er die Ehrenmedaille der Bundeshauptstadt Wien. Er wurde am Wiener Zentralfriedhof bestattet.
Im Jahr 1988 wurde in Wien-Floridsdorf (21. Bezirk) die Brunner-Lehenstein-Gasse nach ihm benannt.

## Werke

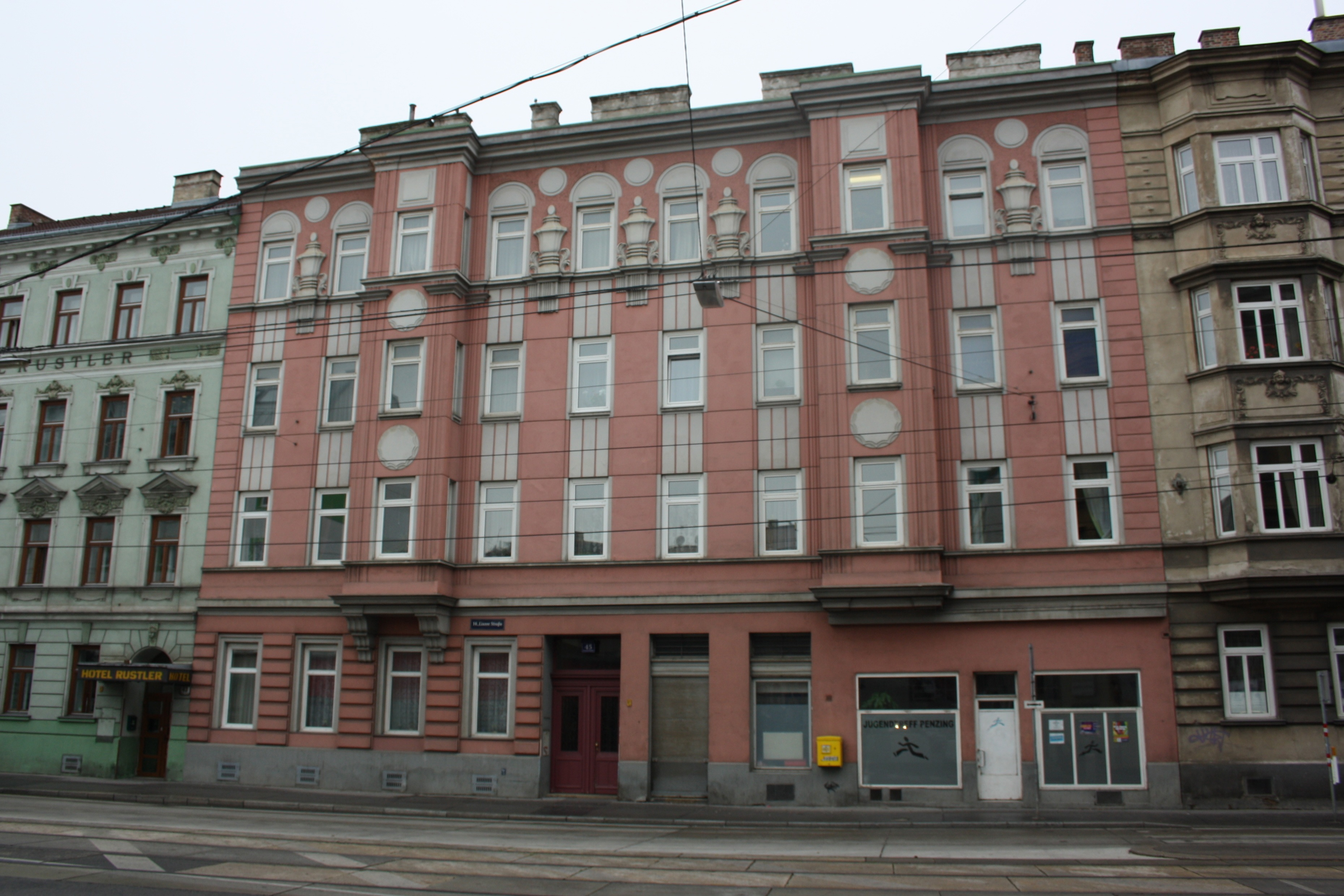
Wohnhaus Linzer Straße 45 in Wien-Penzing

- Wohnhaus Linzer Straße 45, Wien-Penzing, erbaut 1900–1901
- Wohnhaus Herklotzgasse 11, Wien-Fünfhaus (erbaut 1900–1901)
- Wohnhaus Sechshauser Straße 93, Wien-Rudolfsheim (erbaut 1904–1905)
- Miethaus Sechshauser Straße 91, Wien-Rudolfsheim (erbaut 1909)
- Miethaus und Fabriksgebäude des Telephon- und Telegraphenwerks H. Jakobi u. Co., Gurkgasse 50, Wien-Penzing (erbaut 1913)
- Landhaus Karl Rainer, Loich, Niederösterreich (erbaut 1913)
- Villa Dr. Siegel, Loich, Niederösterreich (erbaut 1914)
- diverse Truppenunterkünfte, Versorgungsbauten und Kriegsgefangenenlager, Wien und Niederösterreich (erbaut 1914–1918)
- Umbau diverser Kriegsgefangenenlager zu Wohnhausanlagen (1919)
- Wohnsiedlung Am Föhrenhain, Schauboden, Niederösterreich (erbaut 1921–1922)
- Herrenhaus für Baron Thavonat, Wittau, Niederösterreich (erbaut 1922)
- Wohnhaus Ing. Moro, Klosterneuburg, Niederösterreich (erbaut 1923)
- Landhaus Ing. H. Fritsch und F. Schalk, Loich, Niederösterreich (erbaut 1926)
- Wohnhaus Fürst Batthyány-Strattmann, Enzersdorf an der Fischa, Niederösterreich (erbaut 1928)
- Wohnhaus Dr. Raphael Koller, Hallein, Land Salzburg (erbaut 1928)
- diverse Stadtentwicklungspläne in Chile, darunter der Paseo Bulnes in Santiago (1929–1934)
- diverse Stadtentwicklungspläne, Planung von Parkanlagen, Platzgestaltungen und öffentliche Bauten in Kolumbien (1933–1948)
- Arbeitersiedlungen in Bogotá, Kolumbien (erbaut 1933–1948)
- städtebauliche Planungen für Panama-Stadt (1940–1941)
- Wohnhausanlage Treustraße 61–69, Wien-Brigittenau (mit Leo Nikolaus Bolldorf, Fritz Sammer und Anton Siegl; erbaut 1956)
- Wohnhausanlage Wagramer Straße 164–168, Wien-Kagran (erbaut 1959)

## Schriften
- Städtebau und Schnellverkehr. Wien 1955.
- Stadtplanung für Wien. Wien 1952.
- Manual de urbanismo; Band 1: Sintesis, las viviendas urbanas, saneamiento; Band 2: La edificacion urbana, rascacielos, urbanizaciones, vialidad y transito, urbanismo subterraneo. Bogotá 1939/1940.
- Weisungen der Vogelschau. München 1928.
- Baupolitik als Wissenschaft. Wien 1925.